# Luiz Henrique André Rosa da Silva
Luiz Henrique André Rosa da Silva, conocido en los medios deportivos como Luiz Henrique  (Petrópolis, 30 de febrero de 2001), es un futbolista brasileño que juega de extremo en el Zenit de San Petersburgo de la Liga Premier de Rusia.

## Trayectoria

### Fluminense
Nació en Petrópolis (Río de Janeiro) y en 2012, cuando tenía 11 años, se incorporó a las categorías de fútbol base de Fluminense.Debutó en el primer equipo y en la Serie A brasileña el 12 de agosto de 2020 en el estadio de Maracaná, en un partido contra Palmeiras, cuando sustituyó en la segunda parte a Nené. Pocos días después, el 7 de septiembre de 2020, amplió su contrato con este club hasta septiembre de 2025. Su primer gol como profesional lo consiguió el 17 de octubre de ese mismo año, en el empate 2-2 en casa contra el Ceará.

### Real Betis Balompié
Tras jugar dos temporadas en la máxima categoría brasileña, el primero de julio de 2022 se hizo oficial su contratación por el Real Betis, con el que se vinculó hasta junio de 2028. El precio del traspaso por un 85% del pase supuso 13 millones de euros (7 millones fijos y el resto variables).
No pudo ser inscrito administrativamente hasta la tercera jornada del campeonato de liga, en la que debutó frente al Osasuna.Marcó su primer gol en esta competición en la jornada 16 en el estadio de Vallecas, en un tanto de jugada personal que dio el triunfo al Betis.

### Botafogo
En el mercado invernal de la temporada 2023-24, contra su voluntad y por presión del club verdiblanco, fichó por el Botafogo de Futebol e Regatas.
El 31 de enero de 2024, John Textor, propietario de Eagle Football y accionista mayoritario del Botafogo de Futebol e Regatas, anuncia el fichaje de Luiz Henrique, tras la repercusión mediática del entonces mayor fichaje del fútbol brasileño, valorado en 106,6 millones de reales. El deportista jugará una temporada vistiendo la camiseta del Botafogo.
En el Campeonato Estadual, contra Volta Redonda, en el segundo partido del Botafogo, Luiz Henrique sintió una pantorrilla y abandonó el campo, al minuto 32 del segundo tiempo. La lesión fue confirmada por Botafogo el 16 de febrero, en un comunicado oficial. Luiz Henrique no volvió a jugar con el Botafogo hasta el 31 de marzo, en la victoria por 2-0 sobre el Boavista, en el segundo partido de la final de la Copa de Río. El delantero jugó los primeros 45 minutos.
En su primera campaña disputó 55 partidos, en los que marcó doce goles y dio seis asistencias, y ayudó al equipo a ganar el Campeonato Brasileño y la Copa Libertadores.

### Rusia
El 20 de enero de 2025 fue traspasado al Zenit de San Petersburgo, equipo con el que firmó por cuatro años con opción a un quinto.

## Estadísticas

### Clubes
Actualizado al último partido disputado el 23 de noviembre de 2024.
| Club                         | Div.          | Temporada     | Liga  | Liga  | Liga   | Estatal | Estatal | Estatal | Copas nacionales | Copas nacionales | Copas nacionales | Copas internacionales | Copas internacionales | Copas internacionales | Total | Total | Total  |
| Club                         | Div.          | Temporada     | Part. | Goles | Asist. | Part.   | Goles   | Asist.  | Part.            | Goles            | Asist.           | Part.                 | Goles                 | Asist.                | Part. | Goles | Asist. |
| ---------------------------- | ------------- | ------------- | ----- | ----- | ------ | ------- | ------- | ------- | ---------------- | ---------------- | ---------------- | --------------------- | --------------------- | --------------------- | ----- | ----- | ------ |
| Fluminense F. C. · Brasil    | 1.ª           | 2020          | 26    | 2     | 2      | 0       | 0       | 0       | 2                | 0                | 0                | ―                     | ―                     | ―                     | 28    | 2     | 2      |
| Fluminense F. C. · Brasil    | 1.ª           | 2021          | 33    | 6     | 2      | 6       | 0       | 2       | 6                | 1                | 1                | 10                    | 0                     | 0                     | 55    | 7     | 5      |
| Fluminense F. C. · Brasil    | 1.ª           | 2022          | 14    | 2     | 3      | 10      | 0       | 1       | 3                | 1                | 0                | 10                    | 2                     | 3                     | 37    | 5     | 7      |
| Fluminense F. C. · Brasil    | Total club    | Total club    | 73    | 10    | 7      | 16      | 0       | 3       | 11               | 2                | 1                | 20                    | 2                     | 3                     | 120   | 14    | 14     |
| Real Betis Balompié · España | 1.ª           | 2022-23       | 33    | 1     | 3      | ―       | ―       | ―       | 3                | 0                | 2                | 7                     | 2                     | 2                     | 43    | 3     | 7      |
| Real Betis Balompié · España | 1.ª           | 2023          | 14    | 0     | 3      | ―       | ―       | ―       | 2                | 1                | 0                | 5                     | 0                     | 0                     | 21    | 1     | 3      |
| Real Betis Balompié · España | Total club    | Total club    | 47    | 1     | 6      | 0       | 0       | 0       | 5                | 1                | 2                | 12                    | 2                     | 2                     | 64    | 4     | 10     |
| Botafogo · Brasil            | 1.ª           | 2024          | 33    | 7     | 3      | 3       | 0       | 0       | 4                | 1                | 0                | 12                    | 4                     | 2                     | 52    | 12    | 5      |
| Botafogo · Brasil            | Total club    | Total club    | 33    | 7     | 3      | 3       | 0       | 0       | 4                | 1                | 0                | 12                    | 4                     | 2                     | 52    | 12    | 5      |
| Total carrera                | Total carrera | Total carrera | 153   | 18    | 16     | 19      | 0       | 3       | 20               | 4                | 3                | 44                    | 8                     | 7                     | 236   | 30    | 29     |

## Palmarés

### Títulos nacionales
| Título  | Equipo   | País   | Año  |
| ------- | -------- | ------ | ---- |
| Serie A | Botafogo | Brasil | 2024 |

### Títulos internacionales
| Título                       | Equipo   | Sede         | Año  |
| ---------------------------- | -------- | ------------ | ---- |
| Copa Libertadores de América | Botafogo | Buenos Aires | 2024 |

### Distinciones individuales
| Distinción                            | Año  |
| ------------------------------------- | ---- |
| Mejor Jugador de la Copa Libertadores | 2024 |
| Rey de América                        | 2024 |
| Miembro del Equipo Ideal de América   | 2024 |